# 曼島副總督
曼島副總督是曼島領主在曼島的官方個人代表，並被尊稱為“閣下”。
過去，曼島副總督在曼島上擁有相當大的司法、財政和行政權力。然而，曼島副總督於1921年失去了作為司法機關首長的特權，於1961年失去了作為曼島政府首腦的權力，於1980年失去作為立法局主席的權力，並最終於1990年失去作為廷瓦爾德主席的權力。今天，曼島副總督的角色本質上是儀式性的。